# Simeon Rajkov
Simeon Georgiev Rajkov (in bulgaro Симеон Георгиев Райков?; Plovdiv, 11 novembre 1989) è un ex calciatore bulgaro, di ruolo centrocampista.